# 태국잎코박쥐
태국잎코박쥐 또는 태국관박쥐(Rhinolophus siamensis)는 관박쥐과에 속하는 박쥐의 일종이다. 큰귀관박쥐의 아종으로 자주 기록되지만, 두 종이 라오스 지역에서 같이 발견되기 때문에 발생한 결과로 추정된다. 중국과 라오스, 태국, 베트남의 토착종이다.
분포 범위가 20,000km2보다 훨씬 더 넓기 때문에 IUCN 적색 목록에서 "관심대상종"으로 분류하고 있으며, 좀더 위협적인 범주에 등록될만큼 개체수가 빠르게 감소할 가능성은 거의 없다. 종 풍부성과 개체군 크기, 개체수 추이, 주요 위협 요인, 자연사 또는 보호 지역 내 존재 등을 포함하여 태국관박쥐에 대해 거의 알려져 있지 않다. 관박쥐속의 다른 종들처럼 상록수 숲의 석회암 동굴에 서식하는 것으로 추정하고 있다.

## 같이 보기
- 큰귀관박쥐